# Podochela curvirostris
Podochela curvirostris är en kräftdjursart som först beskrevs av Alphonse Milne-Edwards 1879.  Podochela curvirostris ingår i släktet Podochela och familjen Inachidae. Inga underarter finns listade i Catalogue of Life.